# All About Jazz
All About Jazz è un sito web specializzato in musica jazz che si occupa di intervistare artisti, pubblicare recensioni e riportare informazioni su festival e concerti.

## Storia
All About Jazz venne fondato nel 1995 da Michael Ricci, un appassionato di musica classica e jazz di Filadelfia che aveva imparato a suonare la tromba e si era formato nell'ambito della programmazione. All About Jazz venne considerato il miglior sito web di jazz dalla Jazz Journalists Association per tredici anni di fila dal 2003 al 2015, anno in cui la categoria venne eliminata. Stando alle fonti, il sito avrebbe raggiunto una media di oltre 500.000 lettori provenienti da tutto il mondo e raggiunto il suo apice nel 2007, quando venne letto da 1,3 milioni di persone.